# ヤコルダ
座標: 北緯42度1分 東経23度41分 / 北緯42.017度 東経23.683度

ヤコルダ
Якорудаヤコルダ ブルガリア内のヤコルダの位置

ヤコルダ（ブルガリア語: Якору̀да、ラテン文字転写:Yakoruda）はブルガリア南西部の町、およびそれを中心とした基礎自治体。ブラゴエヴグラト州に属する。町はロドピ山脈の中、メスタ川（Места、Mesta）に沿って広がっている。ヤコルダは1964年に村から町へ昇格した。
多くのイスラム教徒ブルガリア人（ポマク）が居住しており、その他の人口の大半は正教会の信者である。ヤコルダにはイスラム教のモスクと正教会の聖堂が1つずつ存在し、2つの宗教は平和的に共存している。

## 町村
ヤコルダ基礎自治体（Община Якоруда）には、以下の町村（集落）が存在している。
- Аврамово
- Бел камен
- Бунцево
- Конарско

- Смолево
- Черна Места
- Юруково
- Якоруда